# Mayckel Lahdo
Mayckel Lahdo (Stoccolma, 30 dicembre 2002) è un calciatore svedese, centrocampista o attaccante del Nantes, in prestito dall'AZ Alkmaar.

## Carriera
Cresciuto prevalentemente nel settore giovanile dell'Hammarby, nel luglio 2020 viene prestato al Frej, militante in Ettan, terza divisione del campionato svedese. Rientrato alla base a fine anno, il 20 febbraio 2021 ha esordito con l'Hammarby, in occasione dell'incontro di Svenska Cupen vinto per 4-1 contro l'AFC Eskilstuna. L'esordio nella massima serie svedese avviene il 23 settembre successivo, nella vittoria per 3-0 ai danni dell'IFK Göteborg. Le presenze stagionali in Allsvenskan saranno sette, a cui vanno però aggiunte le quindici disputate in terza serie con la formula del doppio tesseramento con la maglia dell'Hammarby TFF, ovvero lo stesso Frej che nel frattempo si era trasformato nella squadra riserve dell'Hammarby. Inizia poi l'annata 2022 rimanendo stabilmente in prima squadra. Lahdo realizza la sua prima rete nella massima divisione svedese il 15 aprile 2022, nell'incontro casalingo vinto per 2-0 contro il Mjällby.
Il 17 giugno 2022, dopo aver totalizzato 24 presenze e 4 reti con l'Hammarby tra campionato e coppe, viene acquistato dagli olandesi dell'AZ Alkmaar, firmando un contratto valido fino al 2027.
Il 13 agosto 2025 viene ceduto in prestito con opzione d'acquisto al Nantes, in Ligue 1.

## Statistiche

### Presenze e reti nei club
Statistiche aggiornate al 13 agosto 2025.
| Stagione        | Squadra         | Campionato      | Campionato | Campionato | Coppe nazionali | Coppe nazionali | Coppe nazionali | Coppe continentali | Coppe continentali | Coppe continentali | Altre coppe | Altre coppe | Altre coppe | Totale | Totale |
| Stagione        | Squadra         | Comp            | Pres       | Reti       | Comp            | Pres            | Reti            | Comp               | Pres               | Reti               | Comp        | Pres        | Reti        | Pres   | Reti   |
| --------------- | --------------- | --------------- | ---------- | ---------- | --------------- | --------------- | --------------- | ------------------ | ------------------ | ------------------ | ----------- | ----------- | ----------- | ------ | ------ |
| lug.-nov. 2020  | Frej            | E               | 21         | 5          | -               | -               | -               | -                  | -                  | -                  | -           | -           | -           | 21     | 5      |
| 2021            | Hammarby        | A               | 7          | 0          | CS+CS           | 3+1             | 0+2             | UECL               | 0                  | 0                  | -           | -           | -           | 11     | 2      |
| gen.-giu. 2022  | Hammarby        | A               | 10         | 1          | CS              | 3               | 1               | -                  | -                  | -                  | -           | -           | -           | 13     | 2      |
| Totale Hammarby | Totale Hammarby | Totale Hammarby | 17         | 1          |                 | 7               | 3               |                    | 0                  | 0                  |             | -           | -           | 24     | 4      |
| 2021            | Hammarby TFF    | E               | 15         | 3          | -               | -               | -               | -                  | -                  | -                  | -           | -           | -           | 15     | 3      |
| 2022-2023       | AZ Alkmaar      | ED              | 25         | 2          | CO              | 1               | 0               | UECL               | 15                 | 3                  | -           | -           | -           | 41     | 5      |
| 2023-2024       | AZ Alkmaar      | ED              | 15         | 3          | CO              | 1               | 0               | UECL               | 6                  | 2                  | -           | -           | -           | 22     | 5      |
| 2024-2025       | AZ Alkmaar      | ED              | 21         | 3          | CO              | 4               | 1               | UEL                | 10                 | 0                  | -           | -           | -           | 35     | 4      |
| Totale PSV      | Totale PSV      | Totale PSV      | 61         | 8          |                 | 6               | 1               |                    | 31                 | 5                  |             | -           | -           | 98     | 14     |
| 2025-2026       | Nantes          | L1              | 0          | 0          | CF              | 0               | 0               | -                  | -                  | -                  | -           | -           | -           | 0      | 0      |
| Totale carriera | Totale carriera | Totale carriera | 93         | 14         |                 | 9               | 3               |                    | 21                 | 5                  |             | -           | -           | 123    | 22     |

## Palmarès

### Club

#### Competizioni nazionali
- Coppa di Svezia: 1

Hammarby: 2020-2021